# Abraxas wehrlii
Abraxas wehrlii is een vlinder uit de familie van de spanners (Geometridae). De wetenschappelijke naam van de soort is voor het eerst geldig gepubliceerd in 1937 door Bytinsky-Salz & Brandt.